# バーンプラ

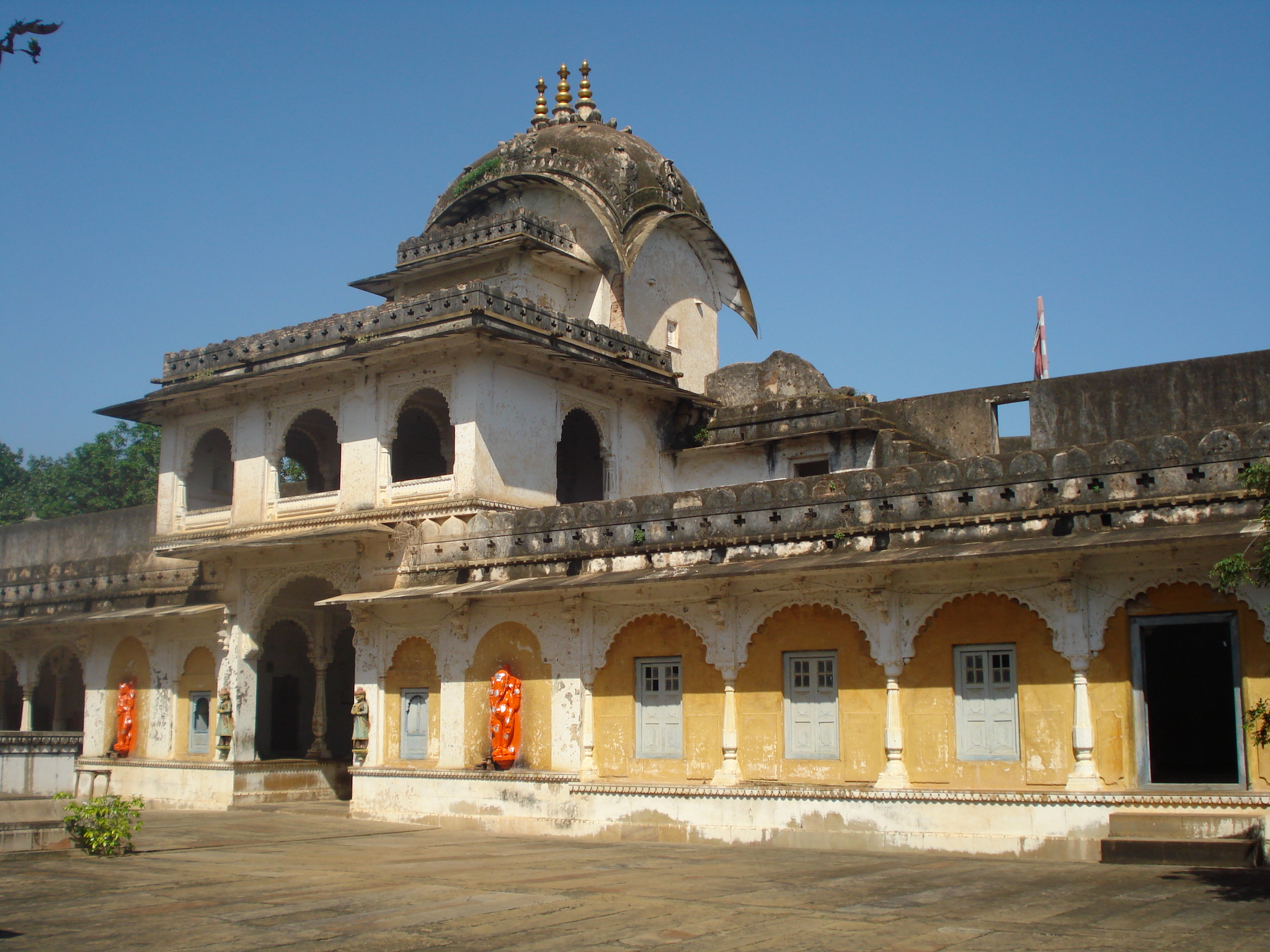
ヤシュワント・ラーオ・ホールカル廟

バーンプラ（ヒンディー語：भानपुरा、Bhanpura）は、インドのマディヤ・プラデーシュ州、マンドサウル県の都市。

## 歴史
バーンプラの名は、この地の王であったバーマンの名にちなむ。
19世紀、ホールカル家当主ヤシュワント・ラーオ・ホールカルによって遷都されたが、1811年10月に彼はここから出陣しようとした際に死亡した。
1814年からヤシュワント・ラーオのチャトリー（墓廟）が建設され、1841年になってようやく完成した。

## 地理
マンドサウルから北西に127 km。

## 人口
2001年の人口統計では、16,493人。